# نیوا (شهرستان پروخوروفسکی، استان بلگورود)
نیوا (انگلیسی: Niva, Prokhorovsky District, Belgorod Oblast) یک شهرک در بخش پروخوروفسکی استان بلگورود کشور روسیه است.